# Ojoceratops
Ojoceratops là một chi khủng long, được R. Sullivan & S. Lucas mô tả khoa học năm 2010.